# Етернет
Ethernet (/ˈiːθərnɛt/, чете се прибл. итърнет) в компютърните мрежи е технология за свързване и мрежов протокол за LAN и MAN, създадена през 1980 г. и превърнала се в стандарта IEEE 802.3 през 1983 г. Оттогава насам е усъвършенствана на няколко пъти с цел поддръжка на по-високи скорости (bit rate) и по-дълги разстояния. С времето Ethernet постепенно измества конкурентните жични технологии за LAN като token ring, token bus, FDDI и ARCNET. При съвременните LAN основната алтернатива вече не е жичен, а безжичен стандарт IEEE 802.11, известен също като Wi-Fi.

## История
Създаването на Ethernet се дължи на желанието да се избегне кълбото от кабели, свързващи различните компютри и принтери в лабораторията на PARC (Palo Alto Research Center), научното поделение на Xerox Corporation. Разработката датира от 1973 г. и по нея работят Робърт Меткалф, Дейвид Богс и др. Меткалф заимства идеята си за принципа на работа при предаването на пакети информация от AlohaNet, пионерска еднопосочна радиомрежа за предаване на данни към централен компютър, разработена в Хавайския университет. Името Ethernet („етерна мрежа“) се дължи на аналогията с отхвърленото понятие етер от физиката като „вездесъща, напълно инертна среда за разпространение на електромагнитни вълни“.
Разработката не получава развитие в Xerox. През 1979 г. Меткалф напуска и става един от основателите на компания 3Com. Компанията започва производството на Ethernet адаптерни карти за ранните компютърни системи от 1980-те като LSI-11, IBM PC и VAX-11. В средата на 80-те 3Com брандират технологията си като EtherSeries и въвеждат редица софтуерни продукти, които позволяват споделяне на услуги в локална мрежа.

## Стандартизация
Стандартизацията на Ethernet е постигната със съвместните усилия на Digital Equipment Corporation (DEC), Intel и Xerox. Първоначално стандартът се нарича „DIX“, от „Digital/Intel/Xerox“ и спецификацията му е 10 Mbit/s Ethernet, с 48-битови адреси на изпращача и получателя и глобално 16-битово поле на фрейма. Публикуван е на 30 септември 1980 като „The Ethernet, A Local Area Network. Data Link Layer and Physical Layer Specifications“. Версия 2 е публикувана през 1982 и става известна като Ethernet II. Официалната стандартизация става факт с публикуването на IEEE 802.3 на 23 юни 1983.

## Еволюция
Съществуват три основни типа канали за пренос на данни:
- 10 Mbps – 10Base-T Ethernet
- 100 Mbps – Бърз Ethernet
- 1000 Mbps – Гигабит Ethernet; това е разширение на IEEE 802.3 и се бележи с IEEE 802.3ae – появява се някъде между 2001 и 2002 година.

Измежду много други типове протоколи и технологии тази система е оцеляла и до днес, така че около 85% от съвременните технологии в LAN зоната използват този протокол. Това се дължи на следните причини:
- лесно е да бъде разбран, употребен, контролиран и поддържан,
- има ниска цена,
- предлага много голяма гъвкавост,
- предлага много добро съчетание на различен набор от приложения и апаратури.

## Типове свръзки между елементите на една Ethernet връзка
- От точка към точка;
- Шинна връзка;
- Звездовидна.

## Съставни слоеве на IEEE – слой за данни
Основните слоеве в системата стандарти IEEE са слоят за данни и физическият слой. Слоят за данни се дели на два подслоя – MAC client и Media Access (MAC). МАС клиентският слой отговаря за връзката на Media Access с по-горните слоеве от йерархията. Media Access (MAC) слоят от своя страна се отнася до онази част от слоя за данни, която има общо с пренасянето на сигналите, кодирането на сигнала и връзката между две точки, а именно за протокол дефиниращ типа на подготвяне на информацията в зависимост от типа на връзката между комуникиращите системи.
Единицата за информация в Ethernet се нарича фрейм. Всеки фрейм е съставен от следните блокове.
- Встъпление (Преамбюл) – Тази част има 7 байта, като заедно с началния ограничител има за цел да синхронизира и идентифицира началото на фрейма. Служи и за синхронизация по време между изпращач и получател.
- Start-on-Frame Delimiter (SFD) – Начален ограничител с размер 1 байт.
- Адрес на насочване – тук имаме 6 байта, в които се запаметява информация за посоката на движение на фрейма. Най-левият бит тук е 0 ако линията на препращане е точка и съответно е 1 ако линията на изпращане и движение е поредица от адреси.
- Адрес на източника – състои се от 6 байта. В началото се съдържа информация за адреса на изпращащия, а останалите са нули.
- Дължина/Тип — Съдържа два байта, в които се запаметява броя на байтовете съдържащи се в изпращаните данни и техния тип.
- Данни – Съдържа n байта. Ако n<46, то броя им се запълва с нули до 46.
- Проверка за коректност — Съдържа 4 байта. Съдържа информация за състоянието при изпращането на MAC фрейма, информация която се преизчислява при получаване и се прави сравнение между двете. CRC код.

### Пренос на данни
При цифровото предаване на данни се различават четири етапа.
1. Данните се кодират в двоичен код от страната на изпращача
2. Носещият сигнал се модулира според двоичното представяне на данните
3. От страната на получателя пристигащият сигнал се демодулира и се превръща в двоични числа
4. Извършва се декодиране[5]

Режими
Режимите за пренос на данни от точка в точка или по поточна линия може да са три:
- Полудуплексно пренасяне – Този тип пренос на данни се основава на идеята получаваните и изпращаните данни да се предават по една и съща поточна линия. Например обект 1 изпраща данни до 2, като в този период на пренос обекти 2, 3 и 4 изчакват и не вършат нищо. Ако се случи два обекта да пратят данни по едно и също време данните могат да интерферират. Във всеки мрежов обект има устройства, които са способни да детектират интерферентни сигнали. Подобен резултат е сигурен белег за преплитане и съставяне на извода, че имаме преплитане. Всеки един от обектите изчаква произволно генерирано от него време, след което преустановява излъчването.
- Пълен дуплекс – Тук имаме двупоточна линия, в която изпращането и получаването се осъществяват индивидуално. Между всеки два изпратени фрейма имаме задължително интервали на изчакване, като последното се прави поради предпазване от застъпване, интерференция и по-прецизна работа.
- Симплекс – само в едната посока

## Типове физични слоеве
В зависимост от режима на работа на физическия слой, тоест какви параметри задава на системата могат да се различат няколко основни типа типове физически среди:
- 10Base-T = скорост 10Mbps, две оплетки

Бил е създаден, за да се реализира на платформата на телефоните линии. В този тип системи комуникацията между две точки се поддържа благодарение на така наречените NIP заявки. Това са повиквания от точка в точка, на които всяко включено устройство трябва да отговори, за да извести заявителя, че съществува. Само при това условие има пренос на фреймове. Периодът между две заявки е около 16 ms.
- 100Base-T2 = скорост 100Mbps, две оплетки
- 100Base-T4 = скорост 100Mbps, четири оплетки

Не поддържа пълна дуплексна система.
- 1000Base-LX = скорост 1000Mbps, оптични кабели

### Типове кодиране
Кодирането е метод за представяне на информацията, наложен от нуждата да имаме трудно подслушваем канал, канал трудно податлив на шумове, изкривявания и т.н. Типове шумове са онзи тип, който се получават вследствие на разпространението на сигнала по канала и повишаване или понижаване на ниво на амплитудата на кой да е импулс. Друг тип шум е провлачването на думи в поточната линия, така че сравнението на идващите данни „като по часовник“ е невъзможно. За да бъдат избегнати тези и други смущения и лоши ефекти се ползват преамблюли във фреймовете, кодиране на Манчестър и други.

### Структура на физическия слой
Физическият слой се състои от две главни части: зависима от интерфейса на системата и независима. Независимата част е съставена от MII (Medium-independet interface) и Reconcilement (помирявам). Служат за връзка между слоя за данни и зависимата от интерфейса част – MDI. Зависимата от интерфейса част се състои от PCS (Physical coding sublayer), PMA (Pysical medium attachment), MDI (Medium-dependet interface) и Medium (средата). По отделно функциите им са:
- PCS – Отговаря за синхронизацията, кодирането и мултиплексирането на изходните данни и респективно за декодирането и демултиплексирането на входните данни.
- PMA – Съдържа излъчвател и приемник плюс часовник за синхронизация.
- MDI – Отговаря за физическата връзка между две точки.